# Ministero dell'istruzione (Russia)
Il Ministero dell'istruzione (in russo Министерство образования?, Ministerstvo obrazovaniya),  tradotto anche come Ministero dell'illuminismo (in russo Министерство просвещения?, Ministerstvo Prosveshcheniya) è un dicastero del governo russo, istituito il 15 maggio 2018 dopo la scissione del Ministero dell'istruzione e della scienza in due parti. Supervisiona l'istruzione scolastica e l'accreditamento scolastico della Federazione russa. Il ministro è Sergej Sergeevič Kravcov. Il dicastero ha sede nel distretto di Tverskoj, distretto amministrativo centrale a Mosca.

## Ministri
| N° | Ministro        | In carica                        | Partito |
| -- | --------------- | -------------------------------- | ------- |
| 1° | Ol'ga Vasil'eva | (18 Maggio 2018-21 Gennaio 2020) | ind.    |
| 2° | Sergej Kravcov  | (21 Gennaio 2020-In carica)      | ind.    |